# Patricia Schillinger
Patricia Schillinger, née le 18 janvier 1963 à Strasbourg, est une femme politique française. Elle est maire de Hégenheim de 2008 à 2014, et sénatrice du Haut-Rhin depuis 2004.

## Biographie
Aide-soignante de profession, elle est élue sénatrice du Haut-Rhin le 26 septembre 2004. Elle est élue maire de Hégenheim (Haut-Rhin) le 9 mars 2008. En janvier 2013, elle crée avec le député Yann Galut un club de réflexion politique interne au PS, La Gauche Forte.
Elle perd son mandat de maire à la suite de l'élection municipale du 23 mars 2014, où sa liste « Unis pour Hégenheim » ne récolte que 37,42 % face à la liste « Le changement dans le bon sens » conduite par Thomas Zeller (62,57 %).
Elle est réélue sénatrice le 28 septembre 2014.
Elle parraine le candidat En marche Emmanuel Macron pour l'élection présidentielle 2017. Elle est l'une des premières sénatrices à l'avoir rejoint.
En juillet 2018, Christophe Castaner annonce la création de Tous politiques !, l'institut de formation de LREM, qui vise à « accompagner l'émergence d'une génération progressiste ». Patricia Schillinger en est nommée vice-présidente.

## Autres mandats
- Maire de Hégenheim de 2008 à 2014
  - Vice-présidente de la communauté de communes des Trois Frontières de 2008 à 2014